# Gafsa
Gafsa (arabe : ڨفصة  [gɑfsˤæ]), l'antique Capsa, est une ville du sud-ouest de la Tunisie et le chef-lieu du gouvernorat homonyme. Située sur la rive droite de l'oued Beyach, elle fait face à El Ksar sur la rive gauche.
La municipalité abrite une population de 95 242 habitants selon le recensement de 2014  mais son agglomération, comprenant également El Ksar sur la rive gauche de l'oued Beyach, atteint quelque 130 000 habitants.

## Géographie

### Situation

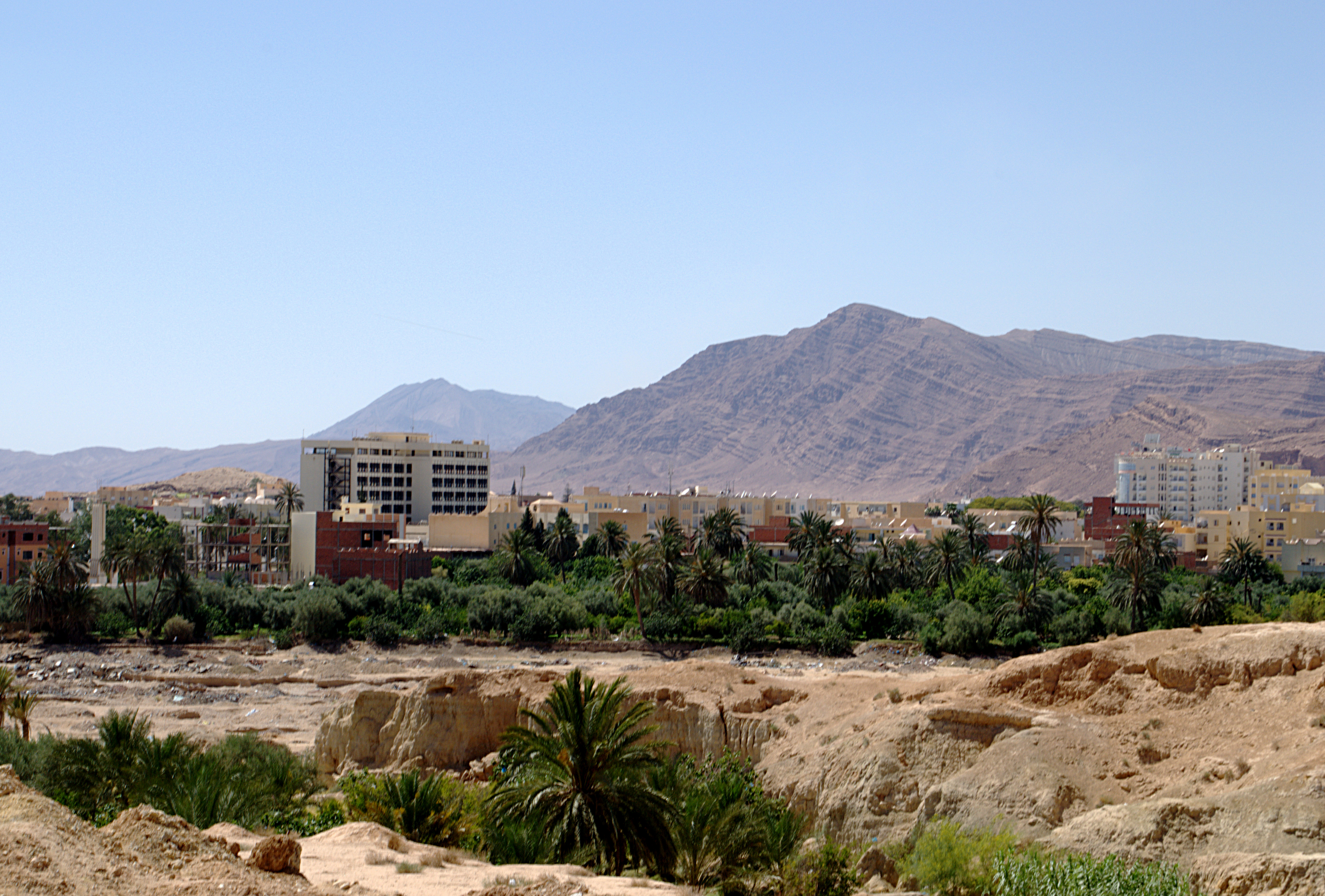
Gafsa surplombée par le djebel Bouramli.

Elle est située à quelque 360 kilomètres au sud de la capitale Tunis et à environ 70 kilomètres de la frontière tuniso-algérienne, dans une trouée au milieu d'un alignement montagneux appelé « monts de Gafsa », entre le djebel Bou Ramli et le djebel Orbata qui culmine à 1 165 mètres.
De par son emplacement, elle joue un rôle de carrefour sur les axes routiers reliant Tunis au sud du pays et l'Algérie à la Libye.
Apparu dès 2003 dans une ancienne carrière mais connu du public seulement à partir de juillet 2014, un lac a connu une certaine médiatisation. La découverte d'une oasis dans cette région pauvre et aride, en plein ramadan, a frappé par sa portée symbolique et a provoqué une brève flambée d'enthousiasme. Il s'est toutefois vite avéré impropre à la baignade comme à la consommation, en raison de la forte pollution du sous-sol.

### Climat
| Mois                              | jan.  | fév.  | mars  | avril | mai   | juin  | jui.  | août  | sep.  | oct.  | nov.  | déc.  | année  |
| --------------------------------- | ----- | ----- | ----- | ----- | ----- | ----- | ----- | ----- | ----- | ----- | ----- | ----- | ------ |
| Température minimale moyenne (°C) | 4     | 5,2   | 8,1   | 11,4  | 15,7  | 19,8  | 22,4  | 22,8  | 19,8  | 15,3  | 9,2   | 5,2   | 13,24  |
| Température maximale moyenne (°C) | 15,3  | 17,5  | 21,1  | 24,9  | 29,8  | 34,9  | 37,9  | 37,5  | 32,6  | 27,3  | 20,8  | 16,1  | 26,31  |
| Ensoleillement (h)                | 201,2 | 214,9 | 246,4 | 268,9 | 311,4 | 333,3 | 359,5 | 331,4 | 261,8 | 243,2 | 214,4 | 200,6 | 264,83 |
| Précipitations (mm)               | 26,1  | 7,8   | 14,3  | 17,9  | 12,5  | 4,8   | 1,4   | 4,5   | 19,8  | 16,4  | 18,8  | 16,9  | 161,2  |

| Diagramme climatique                                  |            |             |              |              |             |             |             |          |              |             |             |
| J                                                     | F          | M           | A            | M            | J           | J           | A           | S        | O            | N           | D           |
| 15,3426,1                                             | 17,55,27,8 | 21,18,114,3 | 24,911,417,9 | 29,815,712,5 | 34,919,84,8 | 37,922,41,4 | 37,522,84,5 | 32,619,8 | 27,315,316,4 | 20,89,218,8 | 16,15,216,9 |
| Moyennes : • Temp. maxi et mini °C • Précipitation mm |            |             |              |              |             |             |             |          |              |             |             |

## Histoire

### Préhistoire
Capsa, le nom antique de la ville de Gafsa, a donné son nom à la culture épipaléolithique capsienne. Des ossements et des traces d'activités humaines remontant à plus de 8 500 ans ont été découverts dans cette région. Outre la fabrication d'outils en pierre et en silex, les Capsiens produisaient, à partir d'ossements, divers outils dont des aiguilles pour coudre des vêtements à partir de peaux d'animaux.

### Antiquité et période byzantine

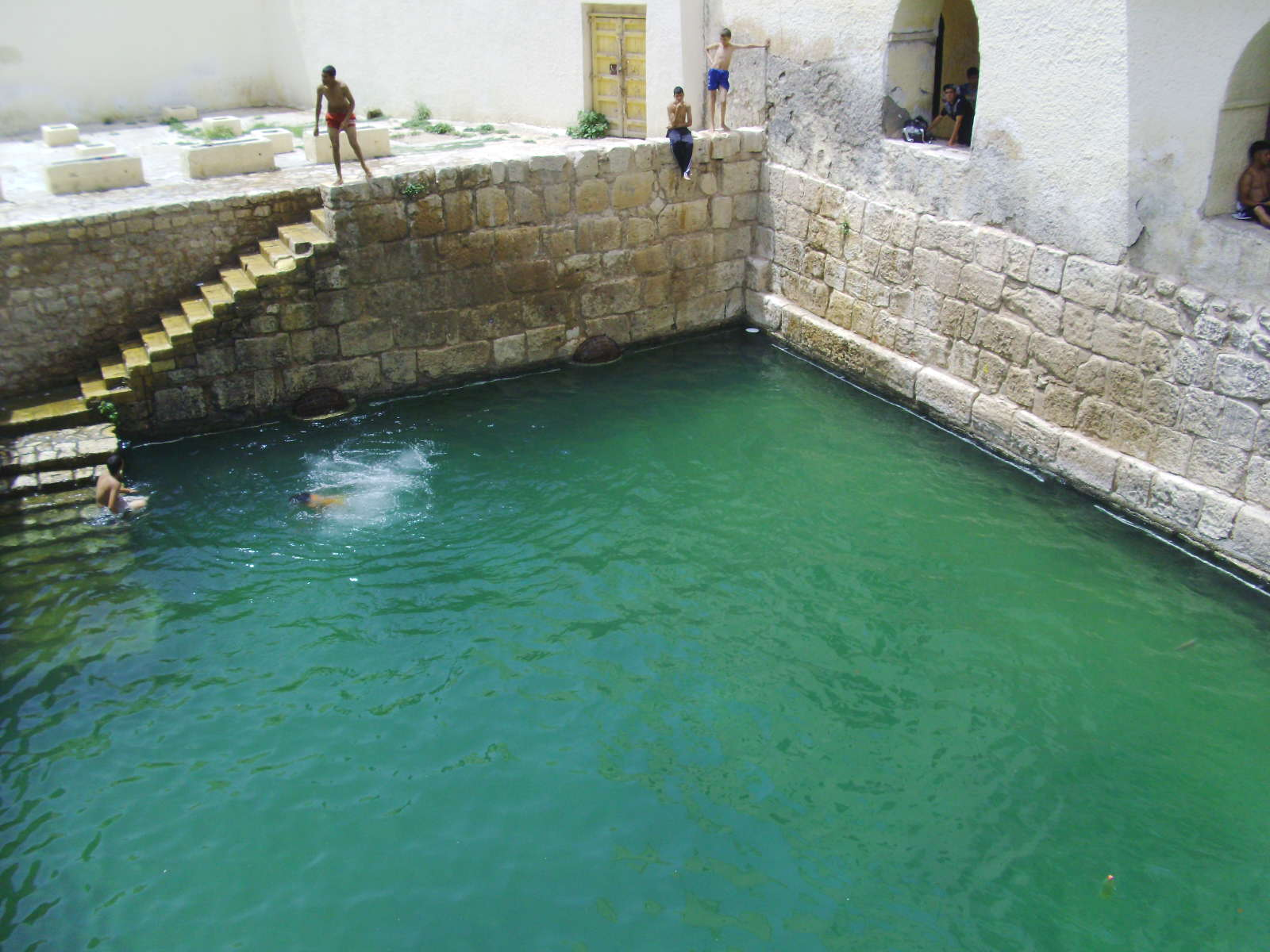
Piscine romaine de Gafsa.

Au XIIe siècle av. J.-C. selon la tradition littéraire, les Phéniciens fondent Utique. Les Romains occupent Capsa au IIe siècle av. J.-C. La ville se développe alors au point de devenir un municipe puis une colonie.
La région est conquise vers 439 par les Vandales venus d'Europe depuis l'Hispanie plus d'une décennie auparavant. En 523 a lieu à Capsa une célèbre bataille entre les partisans du nouveau roi vandale Hildéric et les partisans d'Amalafrida, l'épouse de l'ancien roi vandale mort la même année et cousin d'Hildéric, Thrasamund. La raison de ce conflit est d'ordre religieux (lutte entre les catholiques et les chrétiens ariens) et c'est Thrasamund qui sort vainqueur de la bataille. En 540, les Byzantins, qui ont repris la ville, la protègent d'un rempart, construit avec des matériaux de remploi romains, et la rebaptisent Justiniana.
Il ne subsiste pas de vestiges repérables des monuments de l'époque romaine. Une inscription mentionne un spectacle de jeux et constitue la seule trace de l'existence d'un théâtre ou d'un amphithéâtre,.

### Période de la conquête arabe

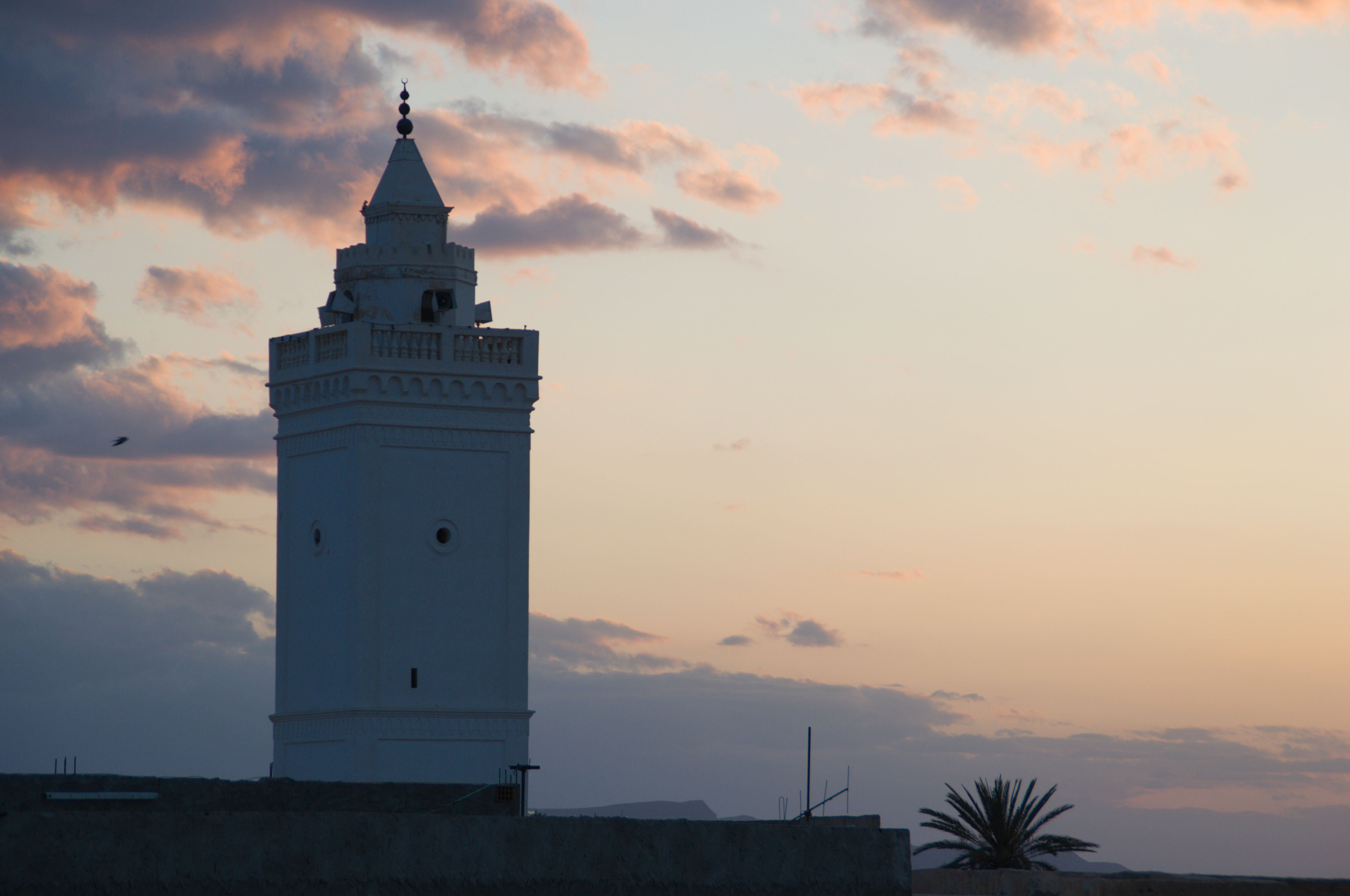
Minaret de la Grande Mosquée de Gafsa.

Le général arabe Oqba Ibn Nafi al-Fihri prend la ville en 688 mais rencontre une résistance farouche car les Berbères refusent longtemps de se convertir à l'islam. Au XIIe siècle, on parle encore latin à Gafsa.
Au XVe siècle, la kasbah est construite sur les fondations de l'enceinte byzantine.

### Période coloniale française

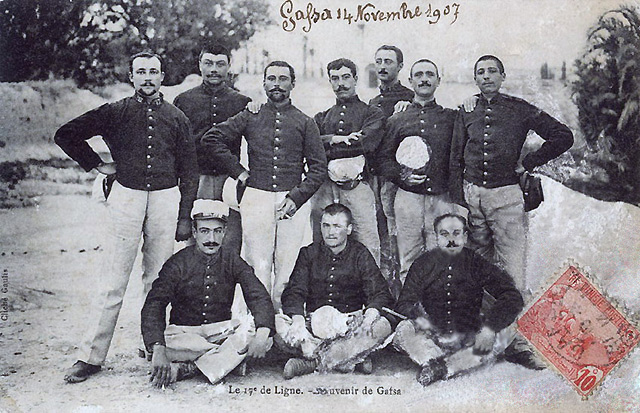
d'infanterie de ligne à Gafsa.

Dans le cadre du protectorat français de Tunisie, Gafsa devient le lieu de cantonnement de compagnies disciplinaires de l'armée française. Ainsi, les mutins du 17e régiment d'infanterie de ligne y sont envoyés après leur refus d'obéissance de 1907.
Durant la Seconde Guerre mondiale, en 1942 et 1943, la cité subit plusieurs bombardements allemands et une partie de la kasbah est détruite. Gafsa est le théâtre d'une bataille historique, opposant la 10e division de panzers et les forces alliées, connue sous le nom de bataille d'El Guettar.
Le 13 février 1952, le khalifa (préfet) de Gafsa, Sliman Ben Hamouda, est abattu d'un coup de pistolet.

### Tunisie indépendante
En 1980, la ville est prise d'assaut par un commando venu de Libye, ce qui est ensuite connu comme « les événements de Gafsa ».
Durant le premier semestre 2008, les grèves de Gafsa mobilisent une grande partie de la population, durement frappée par le chômage et la pauvreté, appelant au respect de la justice sociale et de la dignité. Elles secouent tout le gouvernorat, avec de nombreuses morts, des arrestations ou des actes de torture liées à la répression du régime de Zine el-Abidine Ben Ali.
La région est au cœur de la révolution de 2011, tout comme celles de Sidi Bouzid et Kasserine.

## Économie

### Phosphate

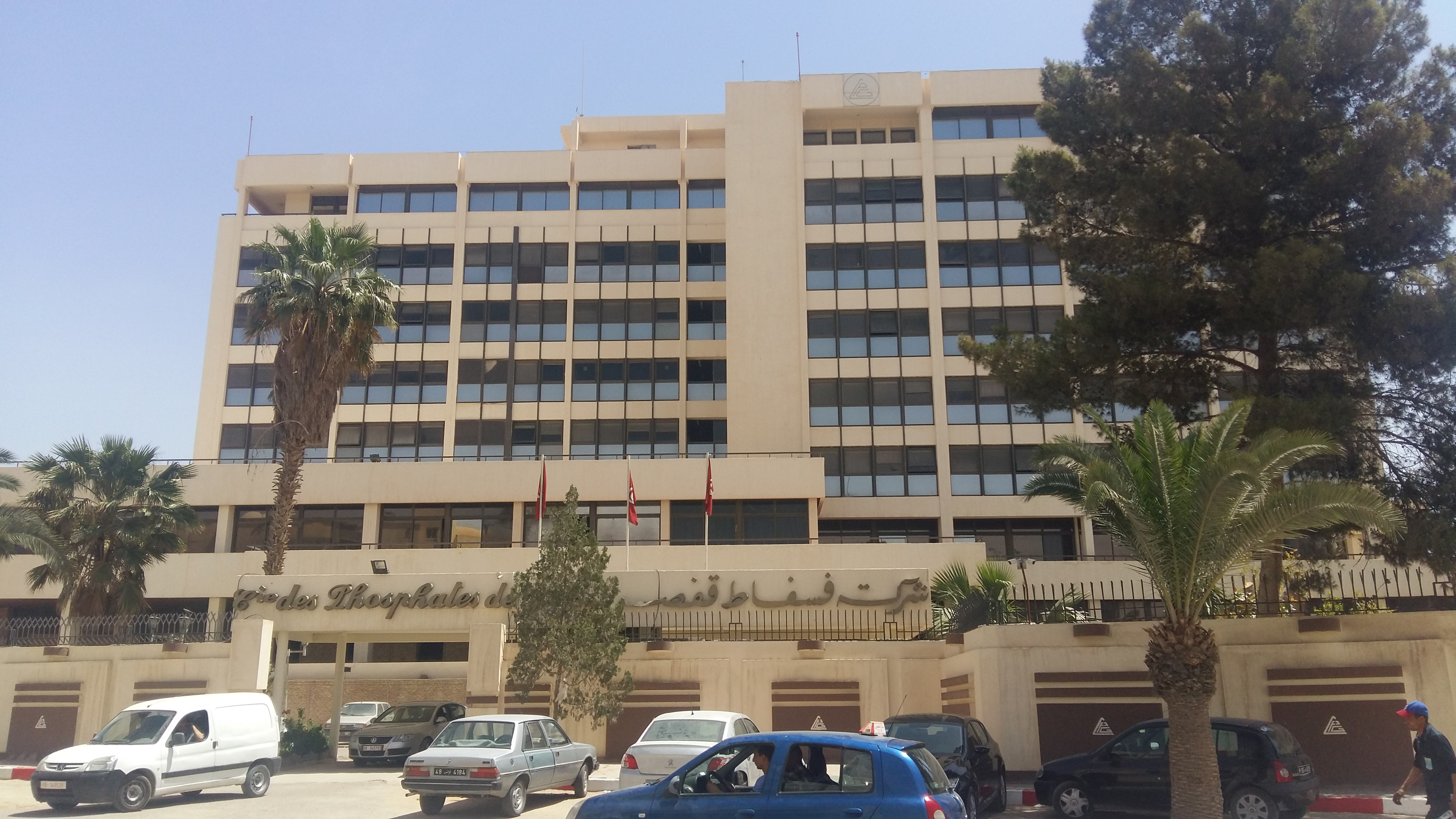
Siège de la Compagnie des phosphates de Gafsa.

Gafsa se développe grâce à l'exploitation minière des phosphates dont le gisement découvert en 1886 est l'un des plus importants au monde. Si la Tunisie extrayait près de cinq millions de tonnes de phosphates en 2011, la production a chuté après la révolution pour atteindre 3 500 000 tonnes en 2016. La Tunisie est ainsi passée du septième rang mondial au dixième. La Compagnie des phosphates de Gafsa a possédé sa propre ligne de chemin de fer privée jusqu'en 1966, sur la base d'une convention signée le 25 août 1896. Paradoxalement, la ville est assez pauvre et ne bénéficie pas des revenus du phosphate.

### Artisanat
Gafsa s'est aussi spécialisée dans l'artisanat du tapis de laine, notamment le kilim et le margoum, dont certains types sont destinés à l'exportation. À partir de 1998, l'Office national de l'artisanat a lancé une politique de soutien locale, sous la direction de l'artiste Hmida Ouahada qui avait entamé un travail de recherche et de création dès 1957.

## Éducation

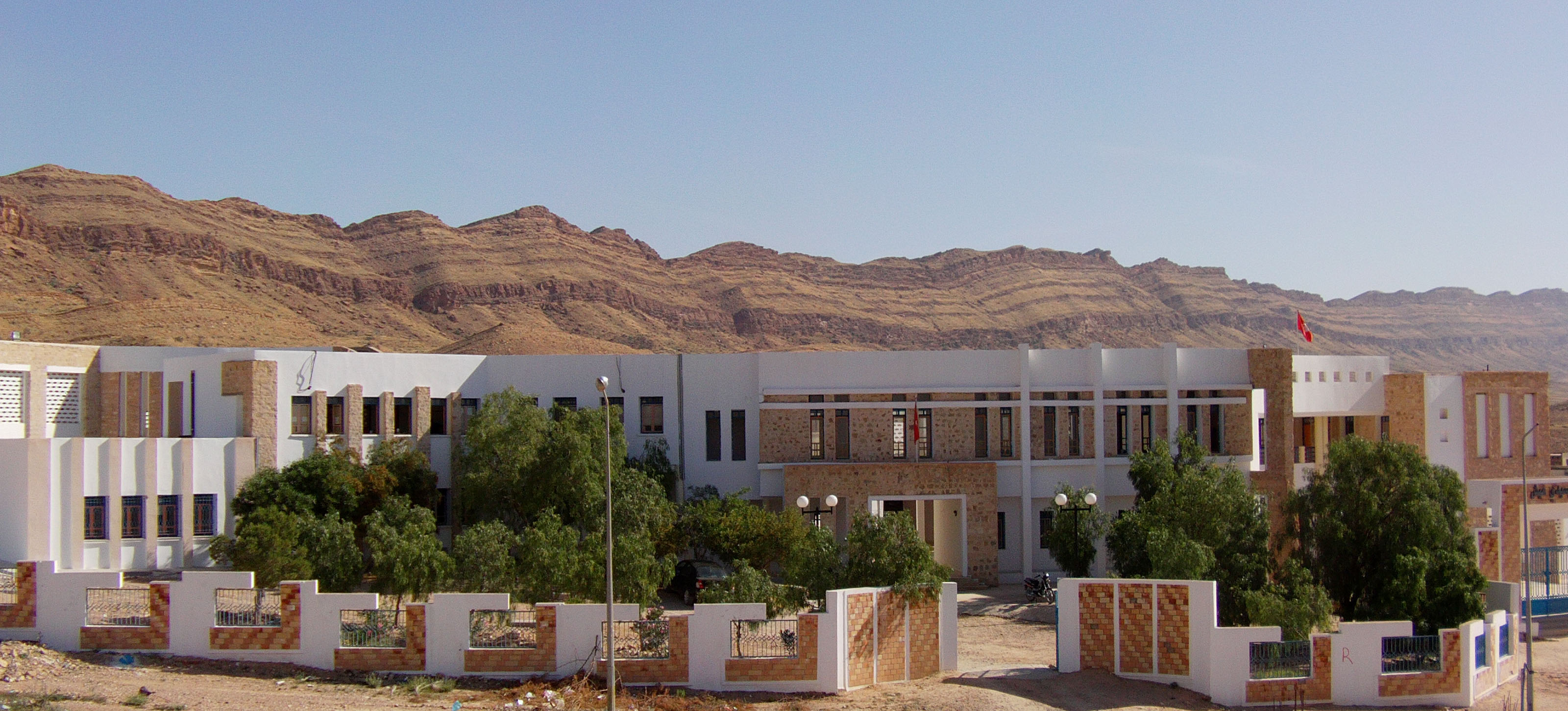
Lycée Ibn Khaldoun.

La ville de Gafsa comporte plusieurs établissements d'enseignement dont le lycée Ibn Khaldoun et le lycée pilote.

## Patrimoine
- Dar Cherifa[17] ;
- Dar Ismaïl[17] ;
- Dar Kabaachi[17] ;
- Dar Longo, demeure du début du XIXe siècle devenue un musée ;
- Église Saint-Joseph de Gafsa, désaffectée de nos jours ;
- Escargotière de Gafsa, butte artificielle[18] d'une dizaine de mètres appartenant à la culture capsienne et remontant à 7000 av. J.-C.[19] ;
- Grande mosquée, construite sous les Aghlabides mais dont le minaret remonte au XXe siècle[20] ;
- Kasbah de Gafsa, construite au XVe siècle sur les fondations d'une enceinte byzantine[21] ;
- Mausolée de Sidi Lejri[17] ;
- Musée archéologique de Gafsa ;
- Oasis historique de Gafsa[22] ;
- Piscines romaines, constituées de deux bassins à ciel ouvert remontant à l'Antiquité[23] ;
  - Le premier bassin à l'est porte le nom d'Aïn Es Saqqâin, Aïn Ennsârâ ou Termid Ennsâ ; on y voit une dédiasse à Neptune et aux Nymphes sur son côté est.
  - Le second bassin à l'ouest, plus grand, est appelé Aïn Sidna ou Termid Errejal et bordé par une galerie à arcade sur son côté nord ; il communique avec d'autres bassins couverts se trouvant au nord-ouest[24].
- Synagogue, dans le quartier juif de Gafsa[25].

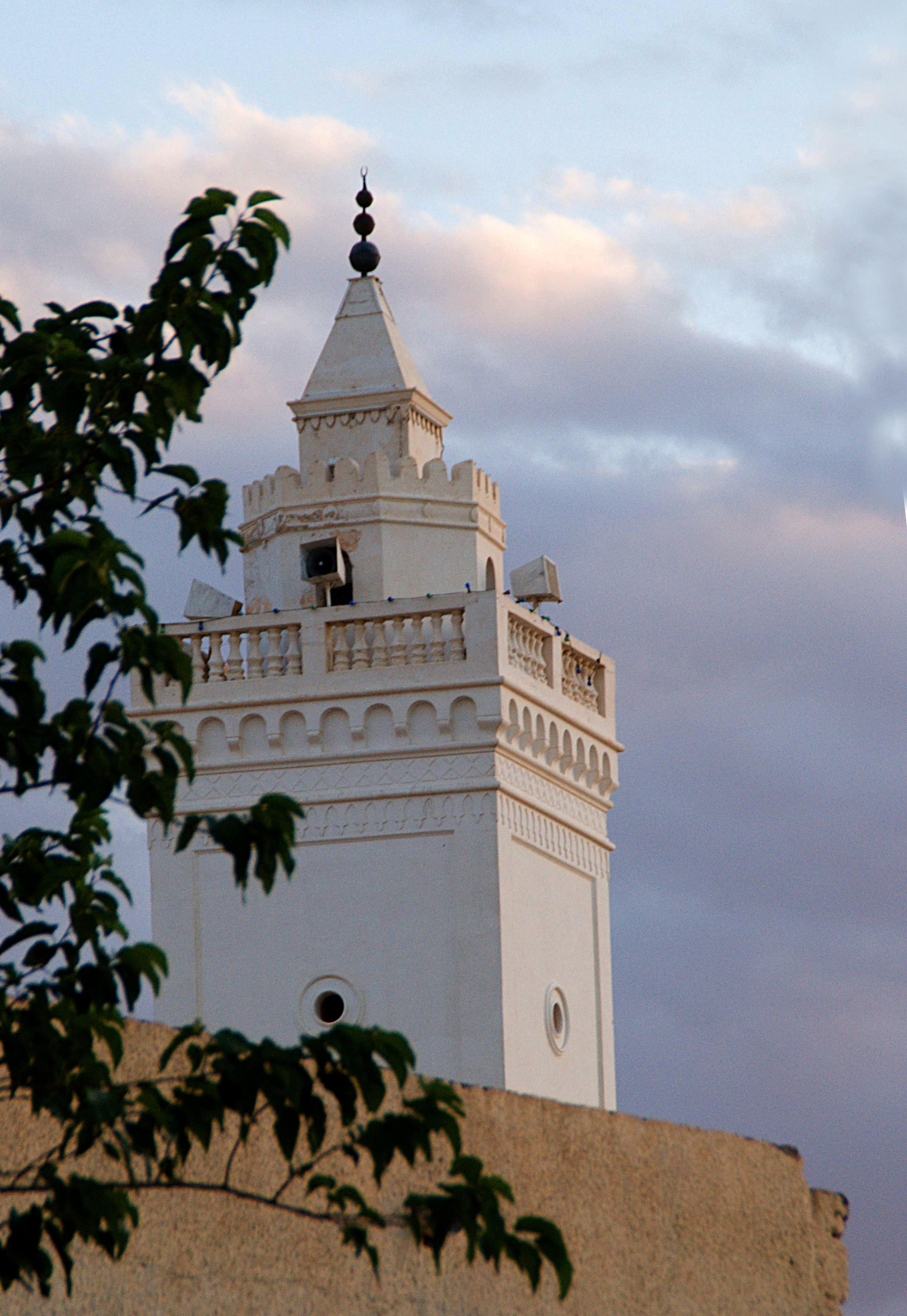
Minaret de la Grande mosquée.
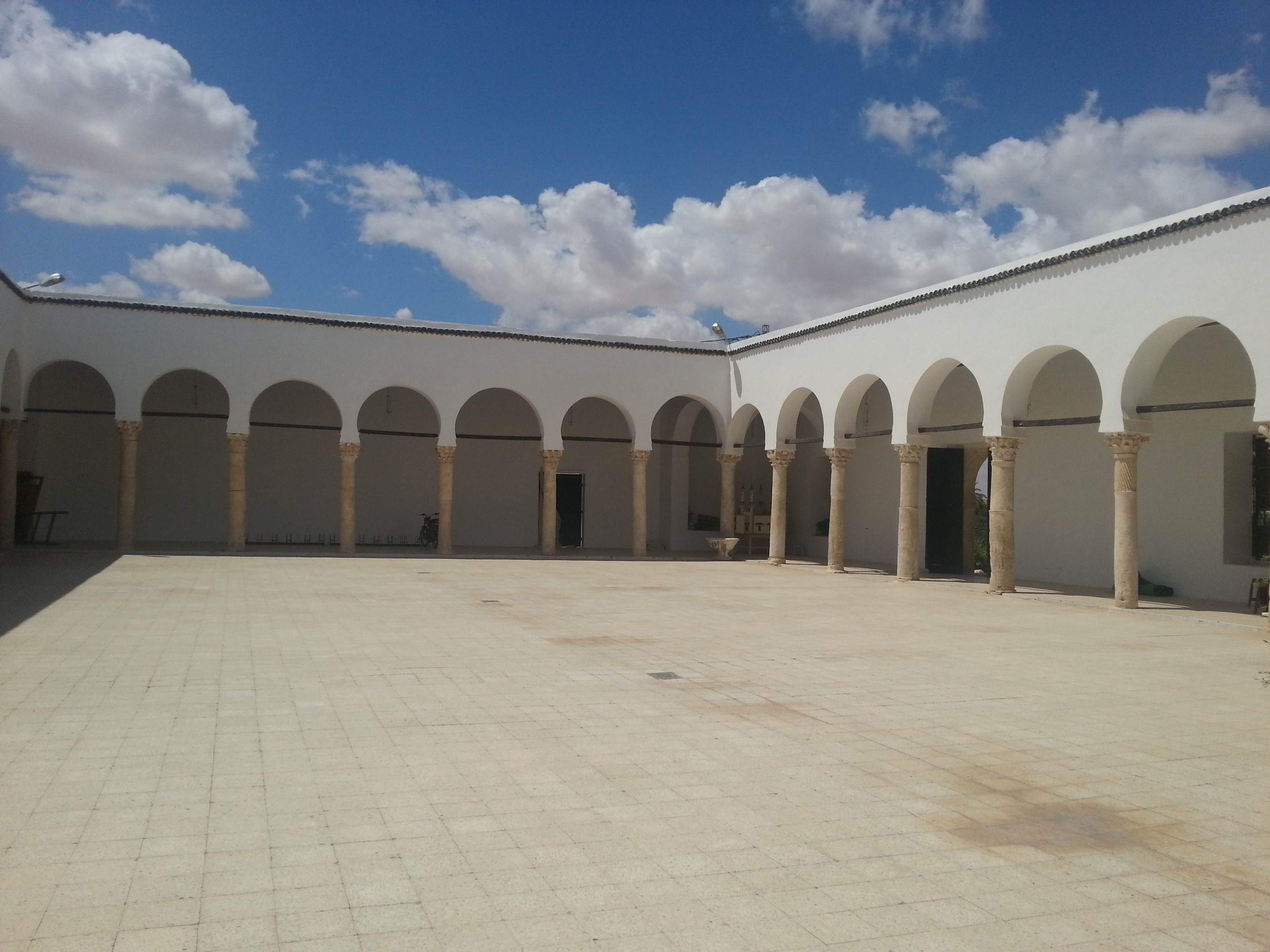
Cour de la Grande mosquée.
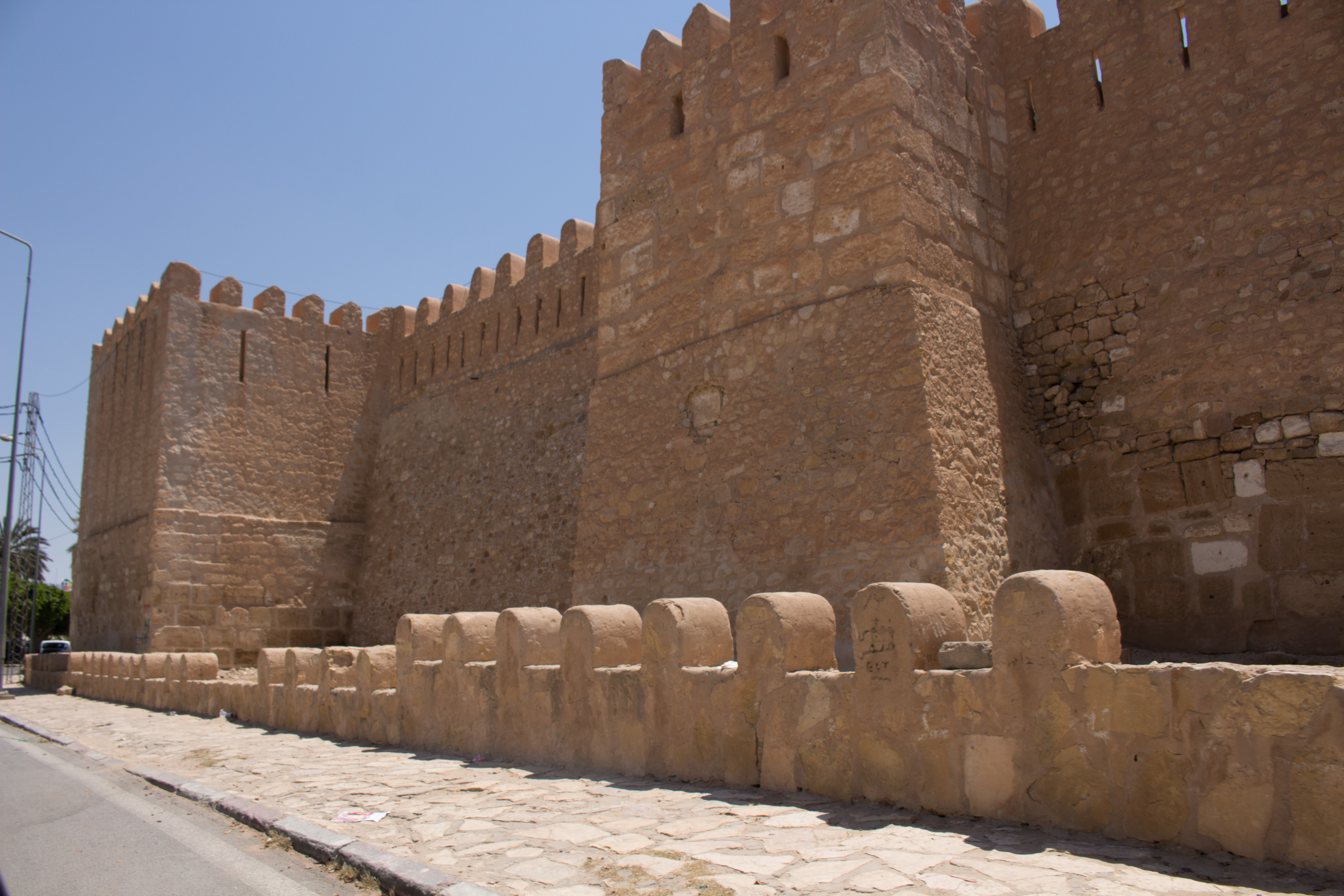
Kasbah de Gafsa.
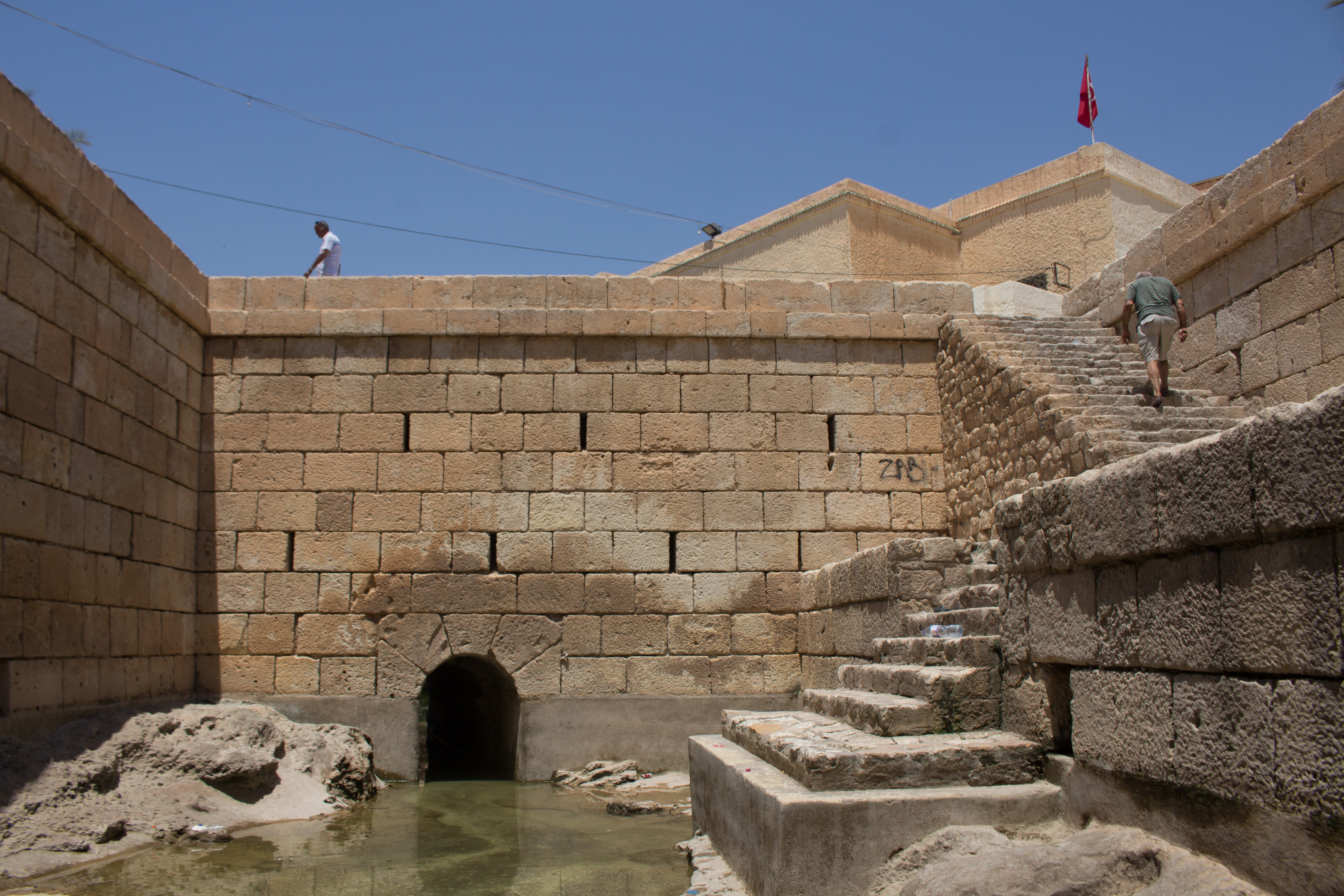
Piscine romaine.
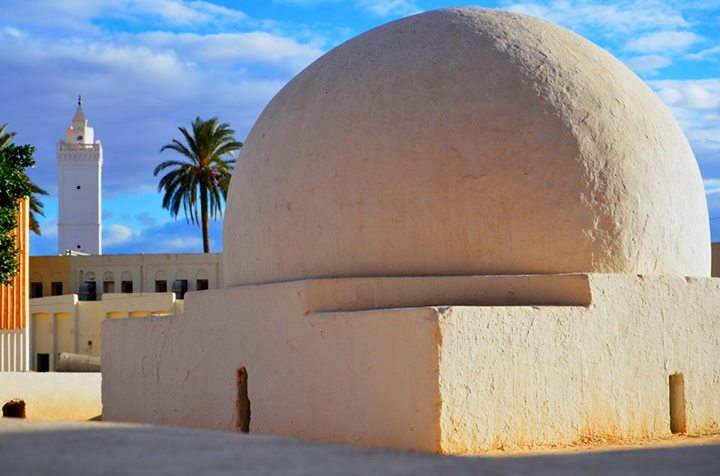
Tarmil.